# Chamoli Gopeshwar

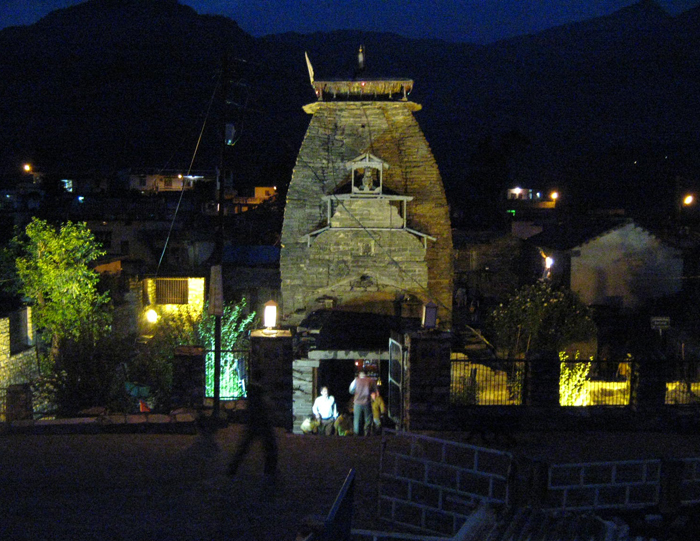
Tempel i Chamoli Gopeshwar.

Chamoli Gopeshwar (ofta kallad bara Gopeshwar) är en stad i norra Indien, och är administrativ huvudort för distriktet Chamoli i delstaten Uttarakhand. Staden är indelad i 25 wards, och folkmängden uppgick till 21 447 invånare vid folkräkningen 2011.